# Sudáfrica en los Juegos Olímpicos de San Luis 1904
Sudáfrica estuvo representada en los Juegos Olímpicos de San Luis 1904 por un total de 8 deportistas que compitieron en 2 deportes.  
El equipo olímpico sudafricano no obtuvo ninguna medalla en estos Juegos.